# Mão (futebolista)
Jenílson Brito Rodrigues, mais conhecido como Mão (Vitória, 6 de dezembro de 1978), é um jogador brasileiro de futebol de areia que atua como goleiro. Mão é considerado um dos melhores goleiros do futebol de areia, tendo sido cinco vezes campeão da Copa do Mundo. Além de ter conquistado a Luva de Ouro em 2009, ele detém o recorde de maior número de aparições no Mundial e é o jogador brasileiro com maior número de partidas internacionais de todos os tempos.

## Carreira

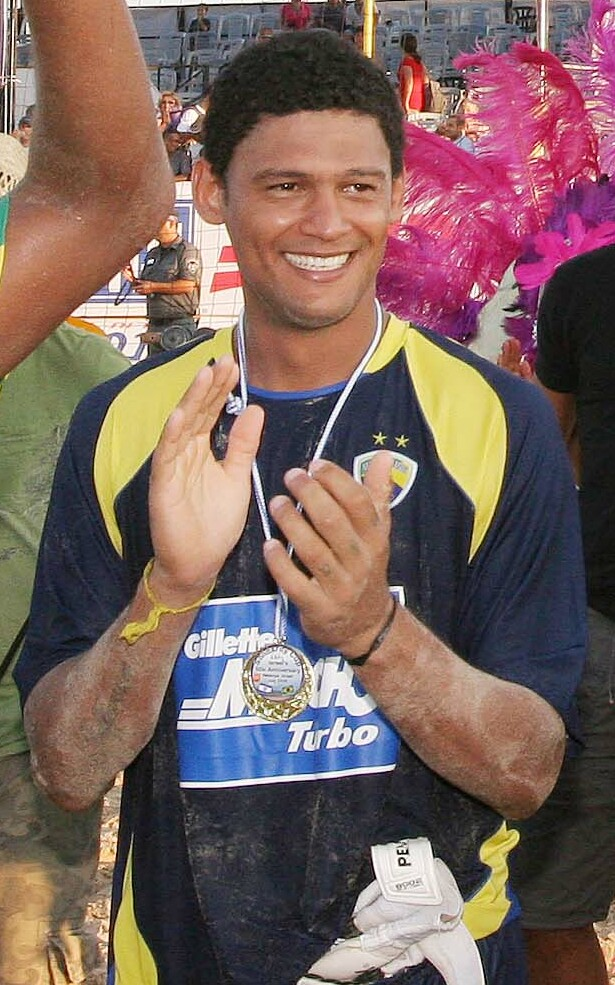
Mão em 2008.

Mão afirmou que seu desejo sempre foi ser goleiro. Ele veio de uma família pobre e, portanto, teve que pedir emprestada a bicicleta de um amigo para participar dos treinamentos, além de adquirir luvas e botas de segunda mão. No final das contas, ele não teve condições de pagar sessões de treinamento adequadas para o futebol de campo e, portanto, mudou para o futsal.
Ele finalmente ingressou no futebol de praia profissional em 2000, aos 21 anos, em seu estado natal, o Espírito Santo. Devido ao maior padrão de profissionalismo do Rio de Janeiro, Mão buscou a transferência para o time de futebol de areia da cidade em 2003, treinado por Alexandre Soares. Foi convocado pela primeira vez para a Seleção Brasileira em 2004, aos 25 anos. No início, foi subordinado aos goleiros titulares, Robertinho e Pierre; incluído na lista dos quinze possíveis convocados do Brasil para o Mundial de 2004, Mão acabou sendo um dos três jogadores que ficaram de fora da seleção final. Ele foi selecionado novamente para a Copa do Mundo de 2005, mas ficou de fora da lista final mais uma vez. No entanto, no verão de 2005, Alexandre Soares se tornou o novo técnico do Brasil e fez grandes mudanças no elenco, evitando membros de longa data do time, como Robertinho, com Soares preferindo Mão. Posteriormente, ele participou de sua primeira Copa do Mundo em 2006, torneio vencido pelo Brasil, e foi o goleiro titular do Brasil por vários anos, vencendo outras três Copas do Mundo consecutivas em 2007, 2008 e 2009.
Na Copa do Mundo de 2009, em Dubai, Mão fez sua centésima partida pelo Brasil na fase de grupos contra o Bahrein e acabou eleito o melhor goleiro do torneio, ganhando o cobiçado prêmio Luva de Ouro. Mão chegou então a 150 partidas internacionais em agosto de 2011, contra o Chile, nas eliminatórias sul-americanas para a Copa do Mundo. Em dezembro, nos Jogos Sul-Americanos de Praia, fraturou um dedo da mão direita, o que o obrigou a ficar impossibilitado de representar o Brasil pela primeira vez em mais de cinco anos. Duzentos jogos pelo Brasil foram alcançados na vitória por 8–3 contra o Senegal na Copa do Mundo de 2013.
Em 2014, Mão alegou ter sido vítima de abuso verbal racista por parte de um jogador uruguaio não identificado na vitória por 9–3 nos Jogos Sul-Americanos de Praia, a primeira vez que sofreu tal abuso em sua carreira. A 250ª participação de Mão pelo Brasil foi realizada em janeiro de 2016 na Copa Sul-Americana. Em maio de 2017, Mão sagrou-se campeão mundial pela quinta vez. Mais tarde naquele ano, em novembro, ele se tornou apenas o terceiro jogador brasileiro a chegar a trezentas partidas pela seleção, ao jogar contra o Irã nas semifinais da Copa Intercontinental de 2017, e foi eleito integrante da seleção mundial do ano apenas dias depois, na cerimônia de premiação do Beach Soccer Stars.
Desde então, Mão fez mais aparições pelo Brasil do que qualquer outro jogador, superando o recorde anterior de Benjamin de 339, alcançando 350 partidas pela vitória por 9–7 contra Portugal na Copa do Mundo de 2019, pela qual recebeu uma camisa comemorativa. Dias depois, ele se tornou o primeiro jogador a atingir a marca de 50 partidas na Copa do Mundo nas quartas de final contra a Rússia. Naquele ano, Mão também manifestou a intenção de continuar jogando até 2023; de fato, embora ainda estivesse ativo pelo Brasil recentemente, como no Mundialito em outubro de 2023, ele não foi escolhido para a Copa do Mundo de 2024, tornando-se a primeira vez em 19 anos que não participou do torneio.

## Estilo de jogo
Mão tem sido descrito como um perfeccionista em campo e por isso tem uma personalidade "rabugenta" durante as partidas. Sua filha destacou sua falta de emoções positivas e o encorajou a "sorrir mais" durante os jogos. Sua estatura, cobertura de gol e capacidade de intimidar os atacantes foram notadas por Madjer, que disse sobre Mão: "Lá veio aquele grandalhão. Eu olho para o gol e a bola não tem para onde ir no gol. Como estou vou tirar a bola desse cara?"

## Vida pessoal
Jenílson Rodrigues diz que seu apelido, Mão, é comumente confundido por ter sido dado a ele devido à sua posição de goleiro. Na verdade, quando criança, ele tinha dificuldade em pronunciar "irmão" quando se referia ao irmão mais velho, sendo apenas capaz de pronunciar apenas a segunda sílaba, "mão". Isso fez com que o próprio Rodrigues fosse rotulado de Mão, apelido que o acompanha desde criança.
Ainda adolescente, descobriu seu pai morto em um depósito de lixo improvisado perto de sua casa. Ele afirma que essa experiência cimentou em sua mente a importância de perseguir o sonho de se tornar jogador de futebol. Ele decidiu contar à sua mãe sobre sua ambição, que não o apoiou e lhe agrediu.
Mão cursou Educação Física e tem quatro filhos. A partir de 2023, passou a trabalhar como professor universitário. Ele também já trabalhou em múltiplos projetos sociais com jovens, com o objetivo de "promover transformações sociais através do esporte" e programas sociais para idosos. Ele descreve sua vida como "igreja, casa e treinamento. Não vou a baladas, não bebo, não fumo e sou muito familiar [orientado]. Peço a Deus todos os dias para me ajude."

## Títulos
Corinthians
- Campeonato Brasileiro: 2012
- Mundialito de Clubes: 2013
- Campeonato Paulista: 2017

Braga

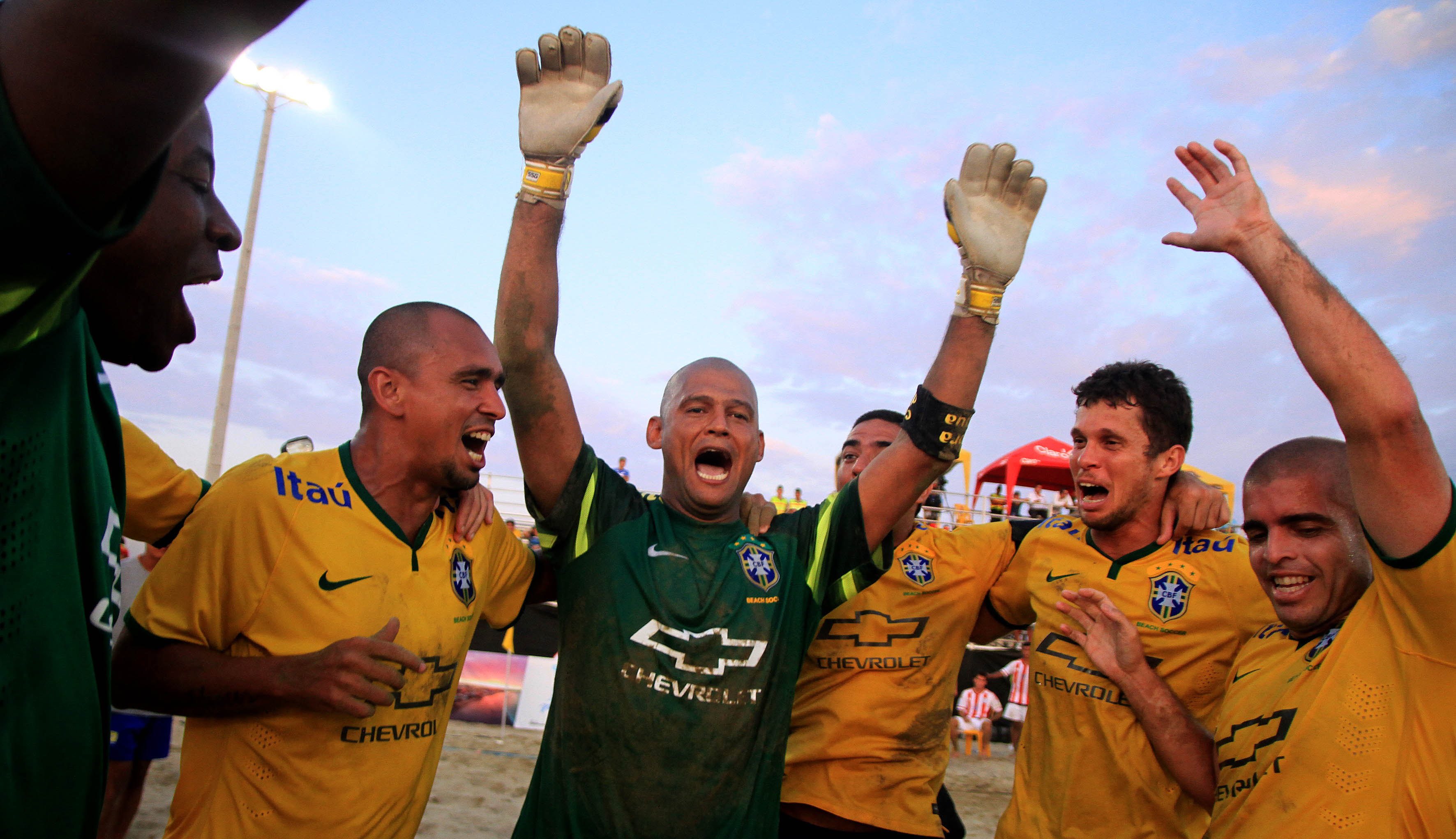
Mão celebra com os companheiros a vitória nas Eliminatórias da Copa do Mundo de 2015.

- Taça Europeia de Clubes de Futebol de Praia: 2017

Seleção Brasileira
- Copa do Mundo de Futebol de Areia: 2006, 2007, 2008, 2009, 2017
- Jogos Mundiais de Praia: 2019
- Copa Intercontinental de Futebol de Areia: 2014, 2016, 2017
- Mundialito: 2005, 2006, 2007, 2010, 2011, 2016, 2017

## Títulos individuais
- Melhor goleiro do Mundialito de Futebol de Praia de 2008
- Melhor goleiro (Luva de Ouro) das Eliminatórias da América do Sul para a Copa do Mundo FIFA de Futebol de Areia 2009
- Melhor goleiro do Mundialito de Clubes de Futebol de Areia de 2013
- Melhor jogador do Mundialito de Clubes de Futebol de Areia de 2013